# Dactylolabis carbonaria
Dactylolabis carbonaria är en tvåvingeart som beskrevs av Evgenyi Nikolayevich Savchenko 1972. Dactylolabis carbonaria ingår i släktet Dactylolabis och familjen småharkrankar. Inga underarter finns listade i Catalogue of Life.